# Clangers
Clangers (geralmente chamada de The Clangers) é uma série de televisão infantil britânica animada em stop-motion, composta por curtas-metragens sobre uma família de criaturas parecidas com ratos que vivem em um pequeno planeta parecido com uma lua. Eles falam apenas em uma linguagem assobiada e comem sopa verde (fornecida pelo Dragão da Sopa) e pudim azul. Os episódios foram originalmente transmitidos pela BBC One entre 1969 e 1972, seguidos por um episódio especial que foi transmitido em 1974.
A série foi produzida pela Smallfilms, empresa criada por Oliver Postgate (escritor, animador e narrador do programa) e Peter Firmin (criador de modelos e ilustrador). Firmin desenhava os personagens, e Joan Firmin, sua esposa, tricotava e os "vestia". A música, muitas vezes parte da história, foi criada por Vernon Elliott.
Uma terceira temporada, narrada pelo ator do Monty Python, Michael Palin, foi transmitida no Reino Unido em junho de 2015 no canal de TV CBeebies da BBC, obtendo um enorme sucesso de audiência, após um pequeno especial transmitido pela BBC no início daquele ano. Os novos episódios ainda são feitos com animação em stop-motion (em vez de imagens geradas por computador que substituíram a animação original em stop-motion em revivals de outros programas infantis, como Fireman Sam, Thomas & Friends e The Wombles). Outras novas temporadas foram produzidas em 2017 e 2019.
Clangers ganhou o Prêmio da Academia Britânica para Crianças de Animação Pré-Escolar em 2015.

## Contexto
Os Clangers foram originados em uma série de livros infantis desenvolvidos a partir de outra produção da Smallfilms, Noggin the Nog. Os editores Kay e Ward criaram uma série de livros com base nos episódios de televisão de Noggin the Nog, que posteriormente foi expandida em uma série chamada Noggin First Reader, com o objetivo de ensinar as crianças a ler.
Em um desses livros, chamado Noggin and the Moonmouse, publicado em 1967, um novo cocho para cavalos foi instalado no meio da cidade em North-Lands. Uma nave espacial desceu e aterrissou nele: a tampa se desparafusou e saiu uma criatura grande, parecida com um rato, usando um casaco de lona, que queria combustível para sua nave. Ele mostrou a Nooka e às crianças que o que precisava era de vinagre e flocos de sabão, então eles encheram o tanque de combustível da pequena nave esférica, que então "decolou em uma nuvem terrível com cheiro de vinagre e flocos de sabão, cobrindo a cidade com bolhas".
Em 1969 (o ano do primeiro pouso da NASA na Lua), a BBC pediu à Smallfilms que produzisse uma nova série para a televisão em cores, mas sem especificar um enredo. Postgate concluiu que, como a exploração espacial era um tema atual, a nova série deveria se passar no espaço (e, inspirado pelo pouso real na Lua, Peter Firmin projetou um cenário que se assemelhava muito à Lua). Postgate adaptou o Moonmouse da história de 1967, simplesmente removendo sua cauda ("porque ela ficava entrando na sopa"). Assim, os Clangers pareciam semelhantes a camundongos (e, por sua cor rosa, a porcos). Eles usavam roupas que lembravam uma armadura romana, "contra os detritos espaciais que continuavam caindo no planeta, perdidos de outros lugares, como aparelhos de televisão e pedaços de uma Galinha de Ferro", e falavam em uma linguagem assobiada.

## Enredo
Os Clangers foram descritos por Postgate como uma família no espaço. Eles eram pequenas criaturas que viviam em paz e harmonia em um pequeno planeta oco, muito, muito distante: alimentados pelo Pudim Azul e pela Sopa Verde colhida dos poços de sopa vulcânica do planeta pelo Dragão da Sopa.
Diz-se que a palavra "Clanger" deriva do som produzido ao se abrir a tampa de metal de uma das tocas semelhantes a crateras das criaturas, cada uma delas coberta com uma tampa de lata de lixo de metal velho, para proteger contra impactos de meteoritos (e detritos espaciais). Em cada episódio, havia algum problema a ser resolvido, geralmente relacionado a algo inventado ou descoberto, ou algum novo visitante a ser encontrado. Árvores de Música, com frutos em forma de notas musicais, cresciam na superfície do planeta, e a música era frequentemente um elemento integrante dos enredos simples, mas divertidos. No episódio Fishing, uma das Árvores de Queijo forneceu uma pauta cilíndrica de cinco linhas para as anotações feitas pelas Árvores de Música.
Postgate fez a narração, em sua maior parte com uma voz suave e melódica, descrevendo e explicando as curiosas travessuras dos habitantes cor-de-rosa do pequeno planeta azul e fornecendo uma "tradução", por assim dizer, para grande parte de seu diálogo assobiado. Postgate afirmou que, na realidade, quando os Clangers estavam assobiando, eles estavam "xingando até a cabeça".

## Produção

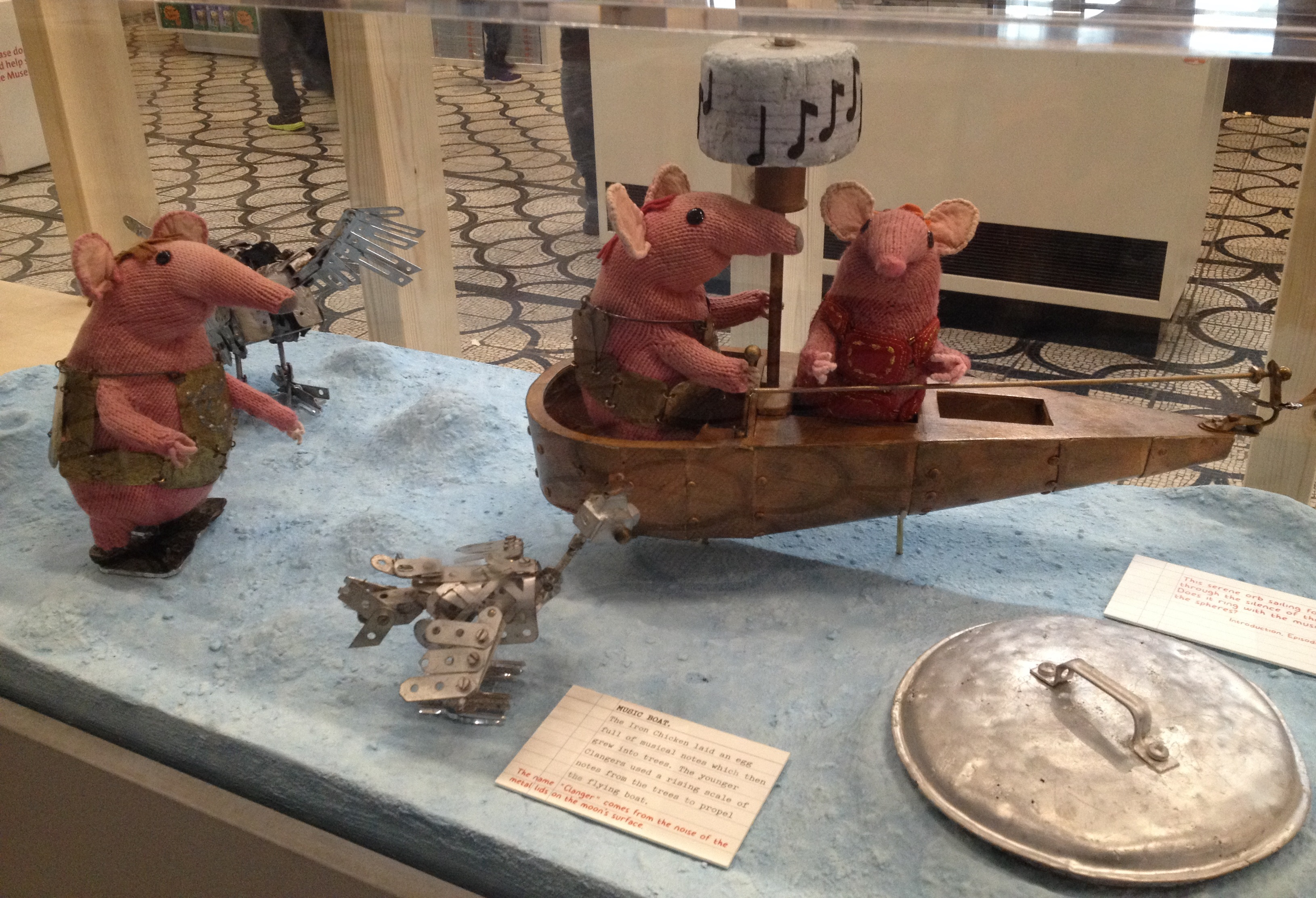
Bonecos dos Clangers e da Galinha de Ferro no V&A Museum of Childhood em 2016.

O primeiro dos 26 episódios (exibidos em duas temporadas de 13 episódios cada) foi transmitido pela BBC One em 16 de novembro de 1969. A última edição da segunda temporada foi transmitida em 10 de novembro de 1972.
Entretanto, houve também um episódio final, um especial eleitoral de sete minutos intitulado Vote for Froglet, transmitido em 10 de outubro de 1974 (o dia da eleição geral). Oliver Postgate disse em uma entrevista em 2005 que não tinha certeza se o especial de 1974 ainda existia, e foi chamado de "episódio perdido". Na verdade, o episódio completo está disponível no British Film Institute.
O boneco original da Mãe Clanger foi roubado em 1972. Hoje, o Major Clanger e a segunda Mãe Clanger estão em exibição no Canterbury Heritage Museum.
Os Clangers aumentaram de tamanho entre o primeiro e o último episódio, para permitir que Firmin usasse um boneco do modelo Action Man no episódio "The Rock Collector".
O canal CBeebies da BBC e o canal pré-escolar americano, Sprout, produziram uma nova série para transmissão em suas programações de 2015, com Michael Palin narrando no lugar do falecido Oliver Postgate. O canal pré-escolar americano Sprout foi um dos principais financiadores e coprodutores, tendo encomendado a série em conjunto com a BBC, com William Shatner narrando.
Em novembro de 2015, Clangers ganhou o prêmio de Melhor Animação Pré-escolar no BAFTAs.

## Prêmios
| Prêmio                                         | Categoria                      | Resultado |
| ---------------------------------------------- | ------------------------------ | --------- |
| British Academy Awards 2015                    | Melhor Animação Pré-Escolar    | Venceu    |
| Pulcinella Awards (Itália)                     | Melhor Programa Pré-Escolar    | Venceu    |
| VLV Awards 2015                                | Melhor Programa de TV Infantil | Venceu    |
| Broadcast Awards 2016                          | Melhor Programa Pré-Escolar    | Venceu    |
| Televisual Bulldog Awards 2016                 | Melhor Programa Infantil       | Venceu    |
| RTS Awards North West 2016                     | Melhor Animação Pré-Escolar    | Indicado  |
| British Animation Awards 2016                  | Melhor Programa Pré-Escolar    | Indicado  |
| El Chupete International Awards (Espanha) 2016 | Melhor Programa Infantil       | Venceu    |
| British Academy Awards 2016                    | Melhor Animação Pré-Escolar    | Indicado  |
| British Academy Awards 2016                    | Melhor Escritor                | Indicado  |
| Kidscreen Awards 2017                          | Melhor Animação                | Venceu    |
| British Academy Awards 2018                    | Melhor Animação Pré-Escolar    | Indicado  |
| Manchester Animation Festival Awards 2018      | Melhor Roteiro (Dan Postgate)  | Venceu    |

## Personagens

### Principais
Os personagens principais são os próprios Clangers, as mulheres usando coletes e os homens armaduras de bronze:
- Vovó Clanger: uma Clanger idosa, ela gosta de tricotar e frequentemente adormece. Ela usa um tabardo preto na série original, mas um lilás na nova versão. Ela também é a mãe do Major Clanger.
- Major Clanger: o pai e chefe da família, ele está determinado a fazer tudo certo em seu planeta e pode ser mal-humorado. Ele usa uma armadura de bronze. O narrador da série de 2015, Michael Palin, disse que o Major Clanger é um de seus personagens favoritos.[16]
- Mãe Clanger: mãe de Pequena Clanger e Pequeno Clanger, a Mãe Clanger é a matriarca da família e é frequentemente vista preparando e distribuindo a sopa dos Clangers ou o Pudim Azul, embora sua atividade favorita seja a jardinagem. Ela usa um tabardo vermelho.
- Pequeno Clanger: filho da Mãe e do Major Clanger e irmão mais velho de Pequena Clanger, é muito curioso e inventivo, o que, apesar de suas melhores intenções, às vezes leva ao caos entre os Clangers, sendo a bomba de sopa um exemplo clássico. O Pequeno Clanger é frequentemente o foco dos episódios, pois é o mais aventureiro da família. Ele usa uma armadura de bronze na série original, mas usa um tabardo azul na nova versão.
- Pequena Clanger: a caçula da família, filha de Mãe Clanger e Major Clanger e irmã mais nova de Pequeno Clanger, também desempenha um papel importante nos episódios. Ela tem uma natureza gentil e amável, que fica evidente em muitos episódios em que um novo visitante chega, pois ela geralmente tenta se comunicar pacificamente com eles. Ela usa um tabardo vermelho na série original. Na primeira temporada da nova versão, ele mudou para um rosa brilhante, antes de mudar para um rosa avermelhado nas temporadas posteriores.
- Três outros Clangers, dois homens com cabelos de cores diferentes e uma mulher vestida de azul, também aparecem nos episódios originais, mas foram descartados para o relançamento de 2015.

### Secundários
- Dragão da Sopa: criatura benigna, do sexo feminino, com uma queda por Sopa Verde. O Dragão da Sopa mora nos poços de sopa do planeta dos Clangers. Ela costuma ser convocada batendo no topo do que parecem ser pequenos vulcões inativos; ela desliza a tampa para trás e pega um jarro do Pequeno Clanger (geralmente), que ela enche para ele comer. Um brilho verde é visível abaixo dela quando ela emerge, sugerindo a presença de um lago substancial de Sopa Verde.
- Bebê Dragão da Sopa: filho do Dragão da Sopa, o Bebê Dragão da Sopa foi trazido para o mundo dos Clangers, o que fez com que os Clangers não pudessem tomar sopa. A Pequena Clanger chamou a Galinha de Ferro pelo rádio, pedindo conselhos, e ela disse a Pequena Clanger para pegar o ovo que havia deixado na superfície do planeta e enchê-lo com ingredientes. Em seguida, eles fizeram um ninho com palitos de macarrão, não muito longe dos poços de sopa, e colocaram o ovo no meio. A Galinha de Ferro pediu aos Clangers que se afastassem enquanto ela atirava no ovo de ferro com um raio de seu ninho: isso surtiu efeito, e o Dragão da Sopa viu o ovo e instintivamente sentou-se sobre ele, momentos depois de o raio ter sido desligado. Então, a Dragão Sopa se assustou e pulou para descobrir que o ovo havia chocado e que ela tinha um Bebê Dragão da Sopa.
- Bebês-Sapo: um trio de pequenos alienígenas alaranjados com pernas pretas em forma de talo e olhos grandes, que viajam em uma cartola. Na série de 2015, eles podem mudar de cor para amarelo e azul (e, em uma ocasião, verde). Em "The Medal", um episódio da terceira temporada da série renovada, 6 bebês-sapo podem ser vistos juntos, e na segunda temporada, um episódio tem 4, incluindo o verde.
- A Nuvem: uma nuvem de algodão que flutua sobre a superfície do planeta, liberando gotas de chuva no formato de notas musicais. Na série de 2015, ela exibe a capacidade de mudar sua forma.
- Árvores de Música: as duas pequenas Árvores de Música são um acessório permanente na superfície do planeta dos Clangers. Elas ficam em uma pequena fenda na superfície (na série de 2015, elas ficam no topo de uma pequena colina) e são frequentemente colhidas pelos Clangers por suas notas musicais, embora os Clangers sempre perguntem educadamente às árvores primeiro, após o que as árvores liberam algumas de suas notas no chão, sugerindo alguma forma de senciência.
- Campainhas Brilhantes: criaturas semelhantes a lâmpadas que vivem ao redor das cavernas dos Clangers, em colmeias que eles enchem com "Mel Brilhante". Eles ajudaram o Pequeno Clanger a encontrar o caminho para fora das cavernas de flores quando ele os seguiu uma vez para descobrir de onde eles tiravam o Mel Brilhante. As Campainhas Brilhantes são renderizadas digitalmente na nova série.
- Galinha de Ferro: um "pássaro" feito de sucata (modelo Meccano), que vive em um ninho em órbita feito de sucata metálica. As peças foram encontradas nos arredores do estúdio da Smallfilms.
- Filhote da Galinha de Ferro: apareceu em dois episódios da segunda temporada original e na série de 2015.
- Vacas Voadoras: criaturas grandes, voadoras, parecidas com vacas azuis, que aparecem em vários episódios. Eles estão sempre famintos, o que pode ser útil.
- Flores Cantantes: um par de flores cantantes introduzidas na série de 2015 que são amigas da Pequena Clanger.

### Visitantes
Outros personagens apareceram em apenas um ou dois episódios cada:
- Buzinas: pequenas criaturas semelhantes a chifres com três pernas, que falam como trombetas.
- Astronauta: um astronauta que chega para coletar amostras de rochas. Ao aterrissar, os Clangers observam seus movimentos e descobrem que ele está escavando rochas. O Pequeno Clanger espreita de um buraco e pega a cesta de vime na qual ele está colocando as pedras coletadas (com bastante humor). O astronauta se vira e descobre que sua cesta sumiu e começa a procurá-la, vasculhando a superfície até levantar a tampa de um dos buracos e encontrar a Pequena Clanger dentro dela. Isso claramente assusta o astronauta, que começa a fugir e cai direto em um dos buracos do planeta, onde cai em um poço de sopa. Depois que os Clangers o resgatam e o limpam, ele parece ainda estar em choque, pois começa a correr novamente em pânico e, nesse momento, acidentalmente entra na órbita do planeta. O Pequeno Clanger o recupera com uma vara de pescar e um ímã.
- Rover Lunar: o rover apareceu quando os Clangers estavam construindo uma estrutura na superfície e um deles percebeu um objeto se aproximando. Todos mergulharam por segurança e, com o impacto, o rover destruiu a estrutura que estavam construindo, para grande irritação dos Clangers. Todos eles observaram o rover, ficando fora de sua vista. Quando ele começou a cavar - e aparentemente comer - parte da superfície, o Major Clanger interveio e o deteve. Ele então se virou para encará-lo e eles tentaram se cumprimentar, momento em que o "nariz" do Rover caiu na mão do Major Clanger. Ele tenta devolvê-lo, mas o Rover se afasta, encontra um terreno adequado e se lança de volta ao espaço. O Major Clanger exclama que o fato é "Maravilhoso".
- Ovos-robô: um grupo de robôs em forma de ovo, semelhantes a bonecas-russas, que emitem sons baseados na escala de solfejo (cada ovo-robô  menor emite uma nota musical sucessiva (Dó-Ré-Mi-Fá-Sol-Lá-Si-Dó)).
- Lagarta Metálica: uma lagarta metálica que eclodiu de um ovo de metal que Pequeno Clanger encontrou no espaço. Ela comia qualquer coisa que fosse de metal, até tecer um casulo e se tornar uma mariposa.
- Corujas Metálicas: corujas metálicas coloridas, que voam girando. A Galinha de Ferro teve de cuidar de três bebês corujas enquanto seus pais estavam fora
- O Pássaro de Lata visitou o planeta dos Clangers durante um episódio da temporada de 2017, procurando um lugar para construir um ninho.

## Música e efeitos sonoros
Um dos aspectos mais notáveis foi o uso de efeitos sonoros, com uma trilha composta por Vernon Elliott sob instruções de Postgate. Embora os episódios fossem roteirizados, a maior parte da música usada nas duas séries foi escrita em tradução por Postgate na forma de "esboços musicais" ou gráficos que ele desenhou para Elliott, que converteu os desenhos em uma trilha musical. A música foi então gravada pelos dois, juntamente com outros músicos - apelidados de Clangers Ensemble - em um salão de um vilarejo, onde frequentemente deixavam as janelas abertas, fazendo com que os sons de pássaros do lado de fora fossem ouvidos em algumas gravações. Grande parte da trilha foi executada no fagote de Elliott e também incluía harpa, clarinete, glockenspiel e sinos.
Os assobios característicos dos Clangers tornaram-se tão identificáveis quanto os próprios personagens, muito imitados pelos espectadores. Os criadores da série disseram que os Clangers, que viviam no vácuo, não se comunicavam por som, mas sim por um tipo de ressonância magnética nuclear, que era traduzida em assobios audíveis para o público humano. Esses assobios seguiam o ritmo e a entonação de um roteiro em inglês. A ação também era narrada pela voz de Postgate. No entanto, quando a série foi exibida sem narração para um grupo de estudantes estrangeiros, muitos deles acharam que os Clangers estavam falando seu idioma específico.
Postgate contou: "Quando a BBC recebeu o roteiro, [eles] me ligaram e disseram: "No início do terceiro episódio, quando as portas ficam emperradas, o Major Clanger diz 'droga, a maldita coisa está emperrada de novo'. Bem, querido, você não pode dizer isso na televisão infantil, você sabe, quero dizer, você simplesmente não pode". Eu disse: "Isso não vai ser dito, vai ser assobiado", mas [eles] disseram: "Mas as pessoas vão saber!" Eu disse que não, que se eles tivessem uma mente boa, pensariam "Nossa, essa coisa boba não está funcionando direito". Se você assistir ao episódio, aquele em que o foguete sobe e abate a Galinha de Ferro, o Major Clanger chuta a porta para fazê-la funcionar e suas primeiras palavras são: "Droga, a maldita coisa emperrou de novo". Anos mais tarde, quando o merchandising decolou, a empresa Golden Bear queria um Clanger e uma frase do Clanger para fazer com que, quando você o apertasse, eles recebessem "Droga, a maldita coisa emperrou de novo"!"
O episódio da primeira temporada, "The Visitor", apresenta dois breves trechos da música "No Smokes" (1967) da banda psicodélica One in a Million, de Glasgow.
John Du Prez, que escreveu algumas das músicas de Monty Python (outro programa do qual Michael Palin participou) compôs a trilha sonora da série de 2015.

## Episódios da série original

### Temporada 1 (1969-1970)
A primeira temporada foi transmitida pela BBC  One às 17h55, com exceção do episódio "Chicken", que foi ao ar às 17h50, porque havia um episódio de Children in Need às 18h.
| #  | Título             | Primeira transmissão    | Resumo |
| -- | ------------------ | ----------------------- | --- |
| 1  | "Flying"           | 16 de novembro de 1969  | O Major Clanger constrói uma máquina voadora, e a Pequena Clanger fica presa no topo da caverna com um balão. |
| 2  | "The Visitor"      | 23 de novembro de 1969  | Os Clangers acham uma televisão.                                                                              |
| 3  | "Chicken"          | 30 de novembro de 1969  | Os Clangers fazem alguns fogos de artifício, um dos quais colide com a Galinha de Ferro que está passando.    |
| 4  | "Music"            | 7 de dezembro de 1969   | A Pequena Clanger descobre a música.                                                                          |
| 5  | "The Intruder"     | 28 de dezembro de 1969  | Um rover lunar aterrissa.                                                                                     |
| 6  | "Visiting Friends" | 4 de janeiro de 1970    | Pequena Clanger constrói um helicóptero para visitar a Galinha de Ferro.                                      |
| 7  | "Fishing"          | 11 de janeiro de 1970   | Os Clangers constroem um barco musical voador, e o Major Clanger vai pescar nele.                             |
| 8  | "The Top Hat"      | 18 de janeiro de 1970   | Os Clangers encontram alguns Bebês-Sapo em uma cartola.                                                       |
| 9  | "The Dragon Egg"   | 25 de janeiro de 1970   | O Dragão da Sopa ganha um filho.                                                                              |
| 10 | "The Hoot"         | 1 de fevereiro de 1970  | Uma criatura metálica barulhenta é recuperada do espaço, perturbando a paz dos Clangers.                      |
| 11 | "The Meeting"      | 8 de fevereiro de 1970  | Mais Buzinas chegam e parecem chateados com o fato de a primeira Buzina ter mudado.                           |
| 12 | "Treasure"         | 15 de fevereiro de 1970 | Pequena Clanger encontra um saco de moedas de ouro enquanto pesca no espaço.                                  |
| 13 | "Goods"            | 22 de fevereiro de 1970 | Uma máquina que produz itens de plástico é montada, mas não pode ser desligada.                               |

### Temporada 2 (1971–1972)
Os episódios da segunda temporada também foram transmitidos semanalmente na BBC One, mas em uma grande variedade de horários diferentes. Os episódios 1 e 2 foram transmitidos às 16h50; os episódios 3, 5 e 6, às 17h05; os episódios 4 e 8, às 17h; o episódio 7, às 16h40; o episódio 9, às 17h30; e os episódios 10, 11, 12 e 13 (que se seguiram ao episódio 9 após um intervalo de mais de um ano), às 16h.
| #  | Título                     | Primeira transmissão   | Resumo |
| -- | -------------------------- | ---------------------- | --- |
| 14 | "The Tablecloth"           | 18 de abril de 1971    | Os Clangers usam vários materiais para tentar manter alguns Bebês-Sapo aquecidos.                             |
| 15 | "The Rock Collector"       | 25 de abril de 1971    | Um astronauta chega para coletar pedras, mas cai na sopa quando Pequena Clanger o assusta.                    |
| 16 | "Glow Honey"               | 2 de maio de 1971      | O Pequeno Clanger entra em algumas cavernas em busca de mel brilhante e se perde.                             |
| 17 | "The Teapot"               | 9 de maio de 1971      | Um bule de chá retirado do espaço é menos útil do que os Clangers pensavam que seria.                         |
| 18 | "The Cloud"                | 16 de maio de 1971     | A Nuvem é convidada para a festa de aniversário da Mãe Clanger e chove sobre os Bebês-Sapo.                   |
| 19 | "The Chicken Egg"          | 23 de maio de 1971     | A Galinha de Ferro põe um ovo, e os Clangers tentam cuidar dele.                                              |
| 20 | "The Noise Machine"        | 30 de maio de 1971     | Os Clangers montam uma máquina que encontram no espaço, e o filhote da Galinha de Ferro se mete em problemas. |
| 21 | "The Seed"                 | 6 de junho de 1971     | Os Clangers cuidam de uma semente e logo seu planeta está repleto de vegetação.                               |
| 22 | "Pride"                    | 13 de junho de 1971    | O Pequeno Clanger encontra um espelho, e a vaidade quase lhe custa o jantar.                                  |
| 23 | "The Bags"                 | 13 de outubro de 1972  | Uma bolsa Gladstone aparece no planeta dos Clangers e é confundida com uma nova e estranha forma de vida.     |
| 24 | "The Blow Fruit"           | 27 de outubro de 1972  | O Pequeno Clanger e o Bebê Dragão da Sopa causam problemas ao brincar com frutas impulsionadas por jatos.     |
| 25 | "The Pipe Organ"           | 3 de novembro de 1972  | Quando o carrinho de sopa perde uma roda, o Major Clanger tenta fazer uma bomba de sopa.                      |
| 26 | "The Music of the Spheres" | 10 de novembro de 1972 | Tiny Clanger é acidentalmente içado para o espaço pelo planeta Buzina.                                        |

### Especiais
| # | Título             | Primeira transmissão  | Resumo                                                                               |
| - | ------------------ | --------------------- | ------------------------------------------------------------------------------------ |
| 1 | "Vote for Froglet" | 10 de outubro de 1974 | Oliver Postgate tenta persuadir os Clangers sobre os méritos da política partidária. |

O primeiro deles foi um especial eleitoral, produzido em 1974, intitulado "Vote for Froglet". Inspirado no que Postgate chamou de "Winter of Discontent" (uma frase da peça Ricardo III de Shakespeare, geralmente empregada para se referir ao inverno de 1978-79, mas Postgate estava se referindo à greve dos mineradores no inverno de 1973-74) e inspirado em parte por suas lembranças da Alemanha do pós-guerra, foi transmitido na noite das Eleições Gerais de outubro de 1974. O narrador explica o processo democrático e o demonstra pedindo aos Clangers que votem entre o Dragão da Sopa e um Bebê-Sapo. O Dragão da Sopa vence a eleição com a política "Sem Sopa para os Bebês-Sapo", mas os Clangers ficam insatisfeitos com o resultado. Acreditou-se que esse especial fosse um episódio perdido por muitos anos, mas ele foi lançado na íntegra e gratuitamente pelo British Film Institute para coincidir com as Eleições Gerais de 2017 no Reino Unido.

## Episódios dorevival

### Temporada 1 (2015–2016)
Os episódios 1 a 26 foram transmitidos pela primeira vez às 17h30, enquanto os episódios 27 a 52 foram transmitidos às 18h no CBeebies.
| #  | Title                    | First broadcast        | Writer                     | Summary |
| -- | ------------------------ | ---------------------- | -------------------------- | --- |
| 1  | "The Lost Notes"         | 15 de junho de 2015    | Dave Ingham                | As notas da Árvore de Música para a nova e maravilhosa melodia de Pequena Clanger são sopradas por um vento forte.                                                                |
| 2  | "The Little Thing"       | 16 de junho de 2015    | Dan Postgate               | Uma Vaca Voadora dá ao Pequeno Clanger algo de formato estranho que ele encontrou no espaço.                                                                                      |
| 3  | "In The Soup"            | 17 de junho de 2015    | Dave Ingham                | O Major Clanger decide que o Dragão da Sopa deve estar farto de servir sopa. |
| 4  | "The Knitting Machine"   | 18 de junho de 2015    | Dan Postgate               | O Major Clanger inventa uma máquina de tricô para evitar que a Vovó Clanger tenha que tricotar novamente.                                                                         |
| 5  | "The Flying Froglets"    | 19 de junho de 2015    | Dan Postgate               | É o aniversário da Vovó Clanger e todos os Clangers estão planejando seus presentes para ela.                                                                                     |
| 6  | "I Am the Eggbot"        | 22 de junho de 2015    | Dan Postgate               | Uma estranha criatura em forma de ovo aterrissa no planeta e fica presa em uma caverna.                                                                                           |
| 7  | "The Giant Plant"        | 23 de junho de 2015    | Dave Ingham                | O planeta é invadido pela vegetação quando Pequena Clanger e Pequeno Clanger cantam uma canção de crescimento para uma planta.                                                    |
| 8  | "Tiny's Lullaby"         | 24 de junho de 2015    | Dan Postgate               | O chapéu de rádio de Pequena Clanger apresenta um defeito e ela não consegue ouvir a canção de ninar da Galinha de Ferro.                                                         |
| 9  | "The Crystal Trees"      | 25 de junho de 2015    | Myles McLeod               | Sementes em forma de cristal que cintilam e brilham aterrissam no planeta dos Clangers.                                                                                           |
| 10 | "The Curious Tunnel"     | 26 de junho de 2015    | Dave Ingham                | Pequena Clanger e Pequeno Clanger descobrem um estranho túnel que parece sugar as coisas para cima.                                                                               |
| 11 | "Space Tangle"           | 29 de junho de 2015    | Myles Mcleod               | O Pequeno Clanger convidou a Galinha de Ferro para um piquenique, mas a Galinha de Ferro está atrasada.                                                                           |
| 12 | "Lonely as a Cloud"      | 30 de junho de 2015    | Dan Postgate               | Pequena Clanger, Pequeno Clanger, os Bebês-Sapo e o Bebê Dragão da Sopa estão se divertindo com os jogos da Nuvem.                                                                |
| 13 | "In a Spin"              | 1 de julho de 2015     | Dave Ingham                | Durante um jogo, Pequena Clanger e Pequeno Clanger derrubam acidentalmente uma caneca.                                                                                            |
| 14 | "Tiny's Orchestra"       | 2 de julho de 2015     | Dan Postgate               | Pequena Clanger está sem ideias para compor uma nova música. |
| 15 | "The Metal Bug"          | 3 de julho de 2015     | Dan Postgate               | O Pequeno Clanger encontra uma bola estranha enquanto está pescando no espaço. |
| 16 | "Mother's Melody"        | 6 de julho de 2015     | Dan Postgate               | Pequena Clanger sugere que Mãe Clanger faça uma música. |
| 17 | "Crash Bang Chicken"     | 7 de julho de 2015     | Dave Ingham                | Uma Vaca Voadora acidentalmente derruba a Galinha de Ferro de seu ninho. |
| 18 | "Major's Meteor"         | 8 de julho de 2015     | Dave Ingham                | O Pequeno Clanger sente falta de ver dois meteoros cruzando o céu. |
| 19 | "The Singing Asteroid"   | 9 de julho de 2015     | Dan Postgate               | Pequena Clanger e suas amigas flores ouvem uma voz estranha que se junta à sua música.                                                                                            |
| 20 | "Small's New Star"       | 10 de julho de 2015    | Dan Postgate               | A Galinha de Ferro despeja um enorme pacote de sucata metálica indesejada no planeta dos Clangers.                                                                                |
| 21 | "Baby Soup Clanger"      | 13 de julho de 2015    | Dave Ingham                | O Bebê Dragão da Sopa decide que quer ser um Clanger. |
| 22 | "Holes"                  | 14 de julho de 2015    | Dan Postgate               | Pequena Clanger e Pequeno Clanger encontram dois círculos de tecido que, na verdade, são buracos, um levando ao outro.                                                            |
| 23 | "Bubble Trouble"         | 15 de julho de 2015    | Lisa Akhurst               | O Pequeno Clanger e a Pequena Clanger não resistem a experimentar a máquina de limpeza do Major Clanger.                                                                          |
| 24 | "Dragon Day"             | 16 de julho de 2015    | Dan Postgate               | O Pequeno Clanger decide que deve haver um Dia do Dragão para agradecer ao Dragão da Sopa por sua sopa.                                                                           |
| 25 | "Home Sweet Hoot"        | 17 de julho de 2015    | Chris Parker               | Uma pequena Buzina aterrissa no planeta e causa o caos com seu incessante barulho malicioso.                                                                                      |
| 26 | "Find the Eclipse"       | 20 de julho de 2015    | Dave Ingham                | Os Clangers se reúnem para assistir a um eclipse solar, mas o ninho da Galinha de Ferro bloqueia a visão.                                                                         |
| 27 | "The Little Chill"       | 17 de dezembro de 2015 | Daniel Postgate            | Há problemas para uma Vaca Voadora quando o tempo fica frio, mas os Clangers tentam ajudar.                                                                                       |
| 28 | "The Brilliant Surprise" | 14 de dezembro de 2015 | Daniel Postgate            | O Frango de Ferro diz que algo está chegando. Todos parecem saber o que é, exceto a Pequena Clanger.                                                                              |
| 29 | "The Ball"               | 23 de maio de 2016     | Dan Postgate               | Pequena Clanger e Pequeno Clanger descobrem que a bola com a qual estavam brincando tem seus próprios amigos.                                                                     |
| 30 | "Planty"                 | 24 de maio de 2016     | Hickey & McCoy             | Uma família de plantas chega e fica mais feliz junto com a Vovó Clanger. |
| 31 | "The Game"               | 25 de maio de 2016     | Dan Postgate               | O Bebê Dragão da Sopa aprende uma lição sobre compartilhamento. |
| 32 | "Granny and Small"       | 26 de maio de 2016     | Dave Ingham                | O Pequeno Clanger descobre que a Vovó Clanger é mais do que ele pensava. |
| 33 | "Tiny's Good Idea"       | 27 de maio de 2016     | Dave Ingham                | As flores da mamãe estão murchando. Pequena Clanger tem uma ideia brilhante para ajudá-la a regá-las.                                                                             |
| 34 | "Star Roses"             | 30 de maio de 2016     | Myles McLeod & Dave Ingham | Pequena Clanger e Pequeno Clanger são recompensados por sua paciência e raciocínio rápido.                                                                                        |
| 35 | "Chairs"                 | 31 de maio de 2016     | Dan Postgate               | O Major Clanger tenta inventar uma cadeira substituta para a Vovó Clanger. |
| 36 | "Sweet Music"            | 1 de junho de 2016     | Lisa Akhurst               | Um rádio cai do céu, e Pequena Clanger, Pequeno Clanger e o Bebê Dragão da Sopa ficam fascinados com ele.                                                                         |
| 37 | "The Box"                | 2 de junho de 2016     | Lisa Akhurst               | O Pequeno Clanger encontra um "tesouro espacial", mas não sabe para que ele serve.                                                                                                |
| 38 | "Snapper"                | 3 de junho de 2016     | Dan Postgate               | Um robô aterrissa no planeta e os Clangers se assustam com ele. |
| 39 | "The Chicken Waltz"      | 6 de junho de 2016     | Chris Parker               | Pequena Clanger e Pequeno Clanger criam uma música para a Galinha de Ferro dançar.                                                                                                |
| 40 | "The Puzzle"             | 7 de junho de 2016     | Dan Postgate               | O Major Clanger, a Mãe Clanger, a Pequena Clanger e o Pequeno Clanger se perdem enquanto exploram um novo planeta.                                                                |
| 41 | "The Little Bag"         | 8 de junho de 2016     | Dan Postgate               | O Pequeno Clanger dá a Pequena Clanger uma linda bolsa brilhante que ele pegou enquanto pescava no espaço.                                                                        |
| 42 | "Hide-and-Seek"          | 9 de junho de 2016     | Dan Postgate               | O Bebê Dragão da Sopa trapaceia em uma corrida ao redor do planeta, mas um Bebê-Sapo o vê trapaceando em um jogo de esconde-esconde e decide ensinar-lhe uma lição sobre trapaça. |
| 43 | "Rainbow Star"           | 10 de junho de 2016    | Dan Postgate               | O Pequeno Clanger pega sete pedras coloridas que flutuam no espaço. |
| 44 | "Busy Buzzers"           | 13 de junho de 2016    | Dave Ingham                | O Pequeno Clanger e o Major Clanger descobrem uma tigela de mel brilhante em uma cratera.                                                                                         |
| 45 | "Calm in the Caves"      | 14 de junho de 2016    | Dave Ingham                | Pequena Clanger e Pequeno Clanger descobrem que os sapos estão anormalmente silenciosos e calmos em sua caverna.                                                                  |
| 46 | "The Golden Planet"      | 15 de junho de 2016    | Dan Postgate               | O Major Clanger inventa um novo foguete de dois lugares para viagens especiais.                                                                                                   |
| 47 | "All Change Day"         | 16 de junho de 2016    | Dan Postgate               | O Major Clanger está fazendo muito barulho, então a Mãe Clanger sugere que eles troquem de função.                                                                                |
| 48 | "The Wols"               | 17 de junho de 2016    | Dan Postgate               | A Galinha de Ferro cuida dos bebês de corujas metálicas com a ajuda de Pequena Clanger.                                                                                           |
| 49 | "The Discovery"          | 20 de junho de 2016    | Dan Postgate               | O Major Clanger descobre alguns quadros de parede maravilhosos em uma caverna. |
| 50 | "Blob"                   | 21 de junho de 2016    | Dan Postgate               | Os Bebês-Sapo produzem uma bolha roxa barulhenta e saltitante a partir da Cartola.                                                                                                |
| 51 | "Building Bridges"       | 22 de junho de 2016    | Dave Ingham                | A nova mesa que o Major Clanger fez desmorona, derramando sopa por toda parte. |
| 52 | "Things"                 | 23 de junho de 2016    | Dan Postgate               | Três coisas pálidas se dirigem ao planeta em busca de música, calor e luz para reanimá-las.                                                                                       |

Após o especial de março de 2015, uma temporada completa foi encomendada para o verão do mesmo ano. A série foi narrada por Michael Palin e coproduzida pela Smallfilms, com a participação de Peter Firmin e do filho de Oliver Postgate, Dan. A série foi dirigida por Chris Tichborne e Mole Hill, com música composta por John Du Prez. Foram encomendados 52 episódios de 11 minutos. As vozes da Galinha de Ferro, do Dragão da Sopa e do Bebê Dragão da Sopa foram feitas por Dan Postgate.
O primeiro episódio da nova temporada foi ao ar em 15 de junho de 2015. Acabou sendo um grande sucesso para o CBeebies. A revista BBC News Entertainment and Arts revelou que 65% da audiência do episódio, de 484.000 espectadores, eram adultos, e que esse foi o programa mais assistido do CBeebies em 2015 até aquela data. A audiência foi mais do que o dobro do recorde anterior, estabelecido por episódios de Alphablocks, Numberjacks, Waybuloo, Fimbles, Charlie e Lola, Teletubbies, The Lingo Show e Octonautas naquele ano, bem como outros favoritos do CBeebies desde o lançamento da emissora em 2002, embora um episódio de Numberjacks tenha atingido o pico de mais de 1 milhão em 2009.
No mesmo ano, William Shatner foi escolhido para ser o narrador americano da série exibida na rede a cabo Sprout.

### Temporada 2 (2017-2018)
Uma segunda temporada do revival, e a quarta temporada no total, foi lançada em 11 de setembro de 2017 com mais 26 episódios.
| #  | Título                         | Primeira transmissão   | Resumo                                                                |
| -- | ------------------------------ | ---------------------- | --------------------------------------------------------------------- |
| 53 | "Round and Round"              | 11 de setembro de 2017 | Mãe Clanger fecha seu jardim aos visitantes para ter um pouco de paz. |
| 54 | "The Sound Snatcher"           | 12 de setembro de 2017 |                                                                       |
| 55 | "Woolly Welcome"               | 13 de setembro de 2017 |                                                                       |
| 56 | "Snow Business"                | 14 de setembro de 2017 |                                                                       |
| 57 | "Mother of Invention"          | 15 de setembro de 2017 |                                                                       |
| 58 | "Puffball"                     | 18 de setembro de 2017 |                                                                       |
| 59 | "The Disappearing Nest"        | 19 de setembro de 2017 |                                                                       |
| 60 | "Star Flower"                  | 20 de setembro de 2017 |                                                                       |
| 61 | "The Block"                    | 21 de setembro de 2017 |                                                                       |
| 62 | "The Strange-Smelling Flower"  | 24 de setembro de 2017 |                                                                       |
| 63 | "Major's Low-Gravity Backpack" | 25 de setembro de 2017 |                                                                       |
| 64 | "The Mysterious Noise Machine" | 26 de setembro de 2017 |                                                                       |
| 65 | "The Tin Bird"                 | 27 de setembro de 2017 |                                                                       |
| 66 | "Chicken in Charge"            | 13 de maio de 2018     |                                                                       |
| 67 | "The Space Tortoise"           | 14 de maio de 2018     |                                                                       |
| 68 | "The Moo Flower"               | 15 de maio de 2018     |                                                                       |
| 69 | "One Dragon Band"              | 16 de maio de 2018     |                                                                       |
| 70 | "The Memory Box"               | 17 de maio de 2018     |                                                                       |
| 71 | "The Hoots Come to Play"       | 20 de maio de 2018     |                                                                       |
| 72 | "Chatter Boxes"                | 21 de maio de 2018     |                                                                       |
| 73 | "The Kindness Tree"            | 22 de maio de 2018     |                                                                       |
| 74 | "The New Froglet"              | 23 de maio de 2018     |                                                                       |
| 75 | "Hello"                        | 24 de maio de 2018     |                                                                       |
| 76 | "The Other Iron Chicken"       | 27 de maio de 2018     |                                                                       |
| 77 | "The Forgotten Tunnel"         | 28 de maio de 2018     |                                                                       |
| 78 | "The Moon Whale"               | 29 de maio de 2018     |                                                                       |

### Temporada 3 (2019-2020)
Uma terceira temporada do revival, e a quinta temporada no total, foi transmitida pela CBeebies em 17 de julho de 2019, com mais 26 episódios.
| #   | Título                       | Primeira transmissão   | Resumo                                                                              |
| --- | ---------------------------- | ---------------------- | ----------------------------------------------------------------------------------- |
| 79  | "The Visitor"                | 17 de julho de 2019    | Um módulo espacial aterrissa no planeta Clangers, de onde sai um astronauta humano. |
| 80  | "Radio Wol"                  | 21 de julho de 2019    |                                                                                     |
| 81  | "Medal"                      | 22 de julho de 2019    |                                                                                     |
| 82  | "Strange Music"              | 23 de julho de 2019    |                                                                                     |
| 83  | "Healing Harmonies"          | 24 de julho de 2019    |                                                                                     |
| 84  | "Small to the Rescue"        | 25 de julho de 2019    |                                                                                     |
| 85  | "The Song of the Stars"      | 26 de julho de 2019    |                                                                                     |
| 86  | "Catch a Falling Star"       | 29 de julho de 2019    |                                                                                     |
| 87  | "Baby Skymoo"                | 30 de julho de 2019    |                                                                                     |
| 88  | "Small's Big Surprise"       | 31 de julho de 2019    |                                                                                     |
| 89  | "Finders Keepers"            | 1 de agosto de 2019    |                                                                                     |
| 90  | "Woly Holiday"               | 2 de agosto de 2019    |                                                                                     |
| 91  | "Baby Skymoo and the Cloud"  | 5 de agosto de 2019    |                                                                                     |
| 92  | "The Travelling Salesman"    | 16 de novembro de 2019 |                                                                                     |
| 93  | "The Scary Thing"            | 17 de novembro de 2019 |                                                                                     |
| 94  | "The Meteor Shower"          | 23 de novembro de 2019 |                                                                                     |
| 95  | "Major's Greatest Invention" | 24 de novembro de 2019 |                                                                                     |
| 96  | "Junk Planet"                | 30 de novembro de 2019 |                                                                                     |
| 97  | "Toots"                      | 2 de março de 2020     |                                                                                     |
| 98  | "Treasure Hunt"              | 3 de março de 2020     |                                                                                     |
| 99  | "Dance Dance Dance"          | 4 de março de 2020     |                                                                                     |
| 100 | "A Tail Tale"                | 5 de março de 2020     |                                                                                     |
| 101 | "Top Hat"                    | 6 de março de 2020     |                                                                                     |
| 102 | "The Soup Flower Trees"      | 9 de março de 2020     |                                                                                     |
| 103 | "Changes"                    | 10 de março de 2020    |                                                                                     |
| 104 | "Major's Helper"             | 11 de março de 2020    |                                                                                     |

### Especiais
| # | Título               | Primeira transmissão | Resumo |
| - | -------------------- | -------------------- | --- |
| 1 | "Eclipse of the Sun" | 19 de março de 2015  | Os Clangers e Michael Palin ensinam às crianças como o eclipse solar acontece e como se manterem seguras.                |
| 2 | "Meet the Clangers"  | 12 de junho de 2015  | Maggie Aderin-Pocock, uma observadora de estrelas do CBeebies, fez uma descoberta muito interessante com seu telescópio. |

## Recepção
Embora não seja tão popular quanto Bagpuss (que em 1999 foi votado em uma pesquisa da televisão britânica como o melhor programa de televisão infantil já feito), desde a morte de Postgate em dezembro de 2008, o interesse em seu trabalho foi reavivado, o que é considerado uma influência notável na cultura britânica durante as décadas de 1960, 1970 e 1980. Em 2007, Postgate e Firmin foram agraciados com o Prêmio J. M. Barrie da Action for Children's Arts "pela conquista de uma vida inteira em encantar as crianças".

## Legado

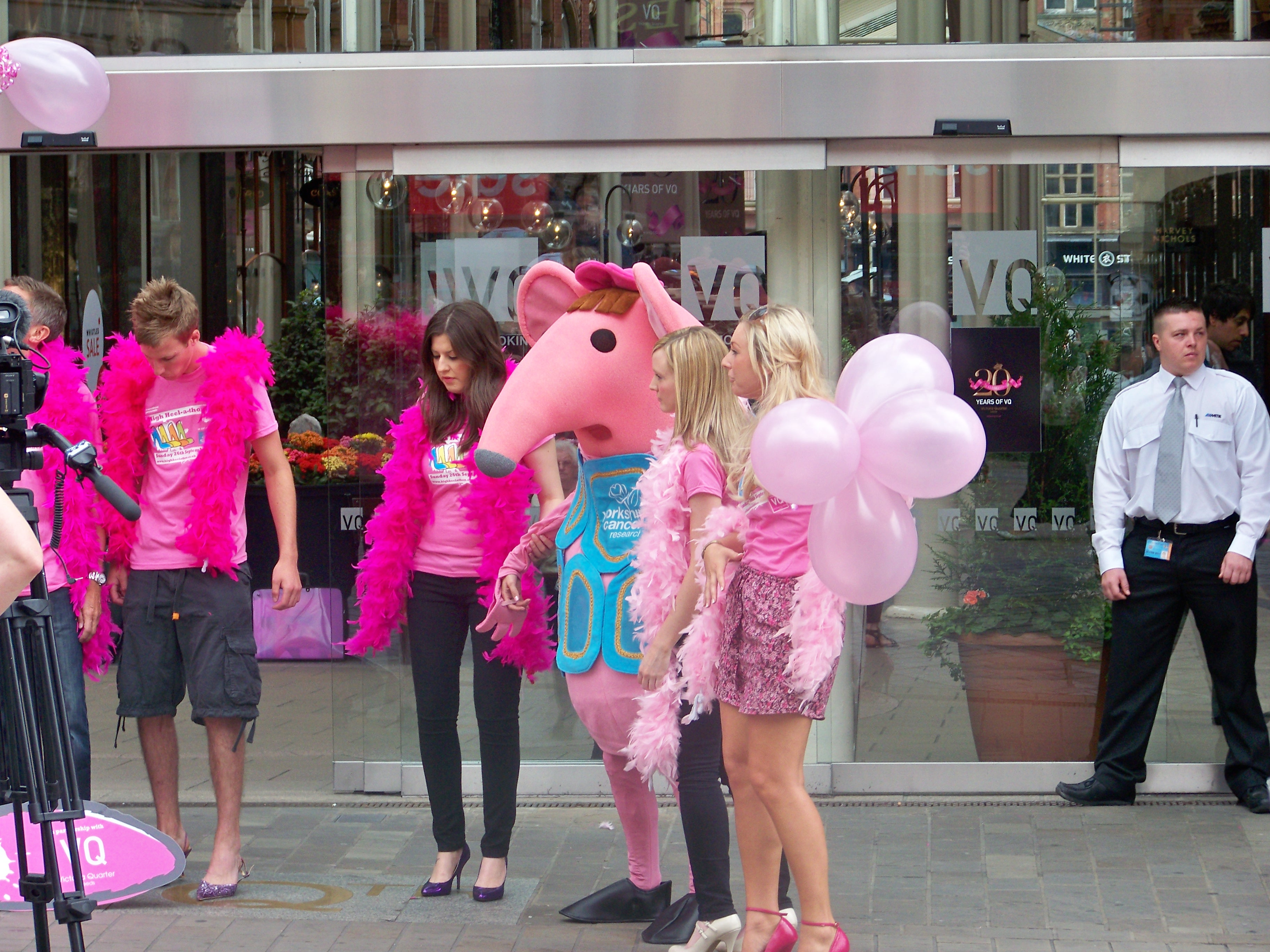
Pessoa vestida como um Clanger em 2010.

The Soup Dragons, uma banda escocesa de rock alternativo do final da década de 1980 e início da década de 1990, adotou o nome de um personagem de Clangers.
Na série de 1972 de Doctor Who "The Sea Devils", o Mestre é visto assistindo ao episódio "The Rock Collector" e afirma que são criaturas fascinantes e até imita sua linguagem. Dizem a ele que são apenas personagens de televisão. O Mestre revira os olhos; ele estava obviamente brincando e sabe muito bem que são fantoches.
Um Clanger (como um fantoche de luva em vez de um fantoche de stop-motion) aparece como membro do "Governo de Fantoches" no episódio de TV de The Goodies, "The Goodies Rule - O.K.?".
Desde o início do bloco até sua descontinuação, o bloco Nick Jr. Classics do Reino Unido exibiu episódios de Clangers especificamente para os pais que se lembravam do programa.
Pequena Clanger (também como um fantoche de luva) apareceu no programa Sunny Side Up Show, da Sprout, em homenagem à estreia de Clangers nos EUA.

## Outros países
A série não foi amplamente transmitida fora do Reino Unido na década de 1970, principalmente porque não exigia dinheiro adicional de vendas no exterior para financiar sua produção. Entretanto, a NRK exibiu a série em 1970 e 1982, intitulada Romlingane. Ela foi narrada por Ingebrigt Davik, um popular autor de livros infantis. Foi exibida na televisão sueca no final da década de 1960 e na década de 1970, com o título Rymdlarna. Os primeiros 13 episódios também foram exibidos na Česka Televize em agosto de 1972, com o título Rámusíci, como parte da faixa horária do programa noturno infantil Večerníček.
A versão revivida em 2015 recebeu financiamento da Sprout, uma subsidiária da NBCUniversal, e foi pré-vendida para outras emissoras estrangeiras, incluindo a Australian Broadcasting Corporation. As transmissões americanas são narradas por William Shatner.
A partir de 2018, ela também é transmitida pelo canal belga Ketnet. A partir de 2023, a versão britânica de 2015 está no site americano de vídeo sob demanda Bentkey.

## Álbum da trilha sonora
Em 2001, uma seleção de músicas e efeitos sonoros foi compilada por Jonny Trunk a partir de 128 pistas musicais mantidas por Postgate, que contribuiu com o primeiro ato, "The Iron Chicken and the Music Trees", de A Clangers Opera, com o libreto que ele havia compilado.

### Lista de músicas
1. Música de introdução e diálogo do "Episódio Um"
2. O início do episódio "Music"
3. De "Visiting Friends"
4. "Clangers running around the planet!"
5. De "Fishing"
6. De "Treasure"
7. "Some Musical Sequences"
8. De "Goods" (quando a máquina no episódio "Goods" entrou em produção contínua de objetos de plástico)
9. "An End Title"
10. "Tiny Clangers Radio Hat"
11. "Some of Oliver's Special Clangers Effects including the Froglets"
12. De "The Rock Collector"
13. De "Glowhoney"
14. De "Teapot"
15. De "Cloud"
16. De "The Seed"
17. De "The Bags"
18. De "Blow Fruit"
19. De "The Pipe Organ"
20. De "The Music of the Spheres"
21. "A short, silent interval"
22. "A Clangers Opera, Act One" "The Iron Chicken and the Music Trees" (compilado por Oliver Postgate)

## Mídia doméstica
No início da década de 1990, três fitas VHS de Clangers foram lançadas pela BBC Worldwide. Mais tarde, outras seis fitas foram lançadas pela Universal Pictures. Vários DVDs também foram lançados pela Universal Pictures (série original) e pela Signature Entertainment (revival).

### VHS
| Título                                    | Ano de lançamento   | Episódios |
| ----------------------------------------- | ------------------- | --- |
| Clangers (BBCV 4374)                      | 2 de julho de 1990  | "Chicken", "Music", "Glow Honey", "Fishing", "The Top Hat", "Goods" |
| Clangers 2 (BBCV 4625)                    | 3 de junho de 1991  | "The Egg", "The Hoot", "The Meeting", "The Blow Fruit", "The Pipe Organ", "The Music of the Spheres" |
| The Very Best of the Clangers (BBCV 4954) | 5 de abril de 1993  | "Chicken", "Music", "The Top Hat", "Tablecloth", "The Rock Collector", "The Seed", "Bags" |
| The Complete Clangers: Series 1           | 5 de julho de 1999  | "Flying", "The Visitor", "Chicken", "Music", "The Intruder", "Visiting Friends", "Fishing", "The Top Hat", "The Egg", "The Hoot", "The Meeting", "Treasure", "Goods"                                         |
| The Complete Clangers: Series 2           | 5 de julho de 1999  | "Tablecloth", "The Rock Collector", "Glow Honey", "The Teapot", "The Cloud", "The Egg (2)", "The Noise Machine", "The Seed", "Pride", "Bags", "The Blow Fruit", "The Pipe Organ", "The Music of the Spheres" |
| Clangers: The Visitor and other stories   | 18 de março de 2001 | "The Visitor", "Fishing", "The Rock Collector", "Goods" |
| Clangers: Glow-Honey and other stories    | 18 de março de 2001 | "Glow Honey", "The Seed", "Bags", "The Music of the Spheres" |
| Clangers: Music and other stories         | 21 de abril de 2003 | "Music", "The Pipe Organ", "The Noise Machine", "The Hoot" |
| Clangers: The Egg and other stories       | 21 de abril de 2003 | "The Egg", "The Egg (2)", "Treasure", "Chicken" |

### DVD
| Título                                        | Temporadas      | Proporção | Número de episódios | Tempo total | Data de lançamento    |
| --------------------------------------------- | --------------- | --------- | ------------------- | ----------- | --------------------- |
| The Complete Clangers                         | 1, 2 (original) | 4:3       | 26                  | 270 minutos | 15 de outubro de 2001 |
| The Complete Series 1                         | 1 (original)    | 4:3       | 13                  | 120 minutos | 4 de abril de 2005    |
| The Complete Series 2                         | 2 (original)    | 4:3       | 13                  | 123 minutos | 7 de novembro de 2005 |
| The Flying Froglets and Other Clangery Tales  | 1 (revival)     | 16:9      | 11                  | 121 minutos | 19 de outubro de 2015 |
| The Singing Asteroid and Other Clangery Tales | 1 (revival)     | 16:9      | 11                  | 124 minutos | 25 de julho de 2016   |

### Blu-ray
| Título                                 | Temporadas      | Proporção | Número de episódios | Tempo total | Data de lançamento    |
| -------------------------------------- | --------------- | --------- | ------------------- | ----------- | --------------------- |
| The Classic Series Complete Collection | 1, 2 (original) | 4:3       | 26                  | 249 minutos | 30 de outubro de 2023 |